# Виняни
Виняни (на гръцки: Βίνιανη) е село на Евритания, Континентална Гърция. Административно, селото до 2011 г. е част от бившия дем Аграфа. Етимологията на името му произлиза от латинското Vinum, което ще рече – вино.
Намира се на 31 km от Карпениси в близост до река Мегдова – по течението на която имало изградени много воденици.
След реформата на местното самоуправление от 2011 г. селото е вече част от Евритания.
Виняни е запазена историческа марка в историята на съвременна Гърция. На 10 март 1944 г. в селото е сформирано т.нар. „правителство от планината“ (Политически комитет за национално освобождение) на ЕАМ. Събитието отеква по цялото Средиземноморие във формата на метеж в гръцката армия в Близкия Изток (1944). В действителност това е „първия акт на гръцката трагедия“ предвещаващ последвалата гражданска война в Гърция. Виняни не е избрано случайно за столица на „правителството от планината“, а с оглед местоположението си в Пинд между Епир, Етолоакарнания и Континентална Гърция (Румели) – с поглед към Атика. Парадоксалното е, че това историческото събитие се случва в окупираната от Вермахта остатъчна територия на кралство Гърция. Според спомените на Валтер Шеленберг, германското външнополитическо разузнаване по това време организира в Гърция активно мероприятие с цел да се противопостави на плановете на Чърчил за Балканите.
На 6 февруари 1966 г. старото село е сринато със земята от земетресение и построено наново на 7 km от местоположението на старото с нови предимно двуетажни къщи. Въпреки това, свлачищния терен отказва много от старите жители и те се изселват от района.